# 岩手17歳女性殺害事件
岩手17歳女性殺害事件（いわて17さいじょせいさつがいじけん）は、2008年（平成20年）7月1日に発生した殺人事件。
なお、被害者Bと同姓同名の人物が関係しているため、被害者をB-1、同名人物をB-2と記し区別する。
元警視庁警察官でジャーナリストの黒木昭雄は冤罪疑惑のある事件としている（後述）。

## 概要
2008年（平成20年）7月1日午後4時半ごろ、岩手県下閉伊郡川井村（現：宮古市）の河川で宮城県栗原市の高校生である17歳女性(B-1)の他殺体が道路工事作業員に発見された。
司法解剖の結果、死亡推定時刻は6月30日から7月1日であり、死因は頭部の外傷か首の圧迫とみられ、首を絞められ瀕死の状態となった後に橋から突き落とされた可能性が高いとみられる。事件直前の6月28日、B-1の知人の男性C（当時28歳）が彼女を電話で呼び出していた。
7月2日、Cが午前10時頃に知人へ「断崖からの飛び降り」を示唆する電話をかけた。翌7月3日に断崖現場からCが所持していた財布や煙草などの遺留品が発見されたが、遺体は発見されなかったため、偽装自殺と判断された。
7月29日、警察はCをB-1の殺人容疑で全国に指名手配した。事件の直後、自損事故を起こして放置されたCの車の中から見つかった血痕や遺留品の鑑定などから、警察は彼をB-1殺害犯人と断定し、公開手配した。10月31日、事件は捜査特別報奨金制度に指定された。
2010年（平成22年）6月30日、指名手配されている被疑者Cの父親は、国や岩手県に対して、指名手配の差し止めと損害賠償を求める訴訟を起こしたが、2014年（平成26年）4月11日盛岡地方裁判所は請求を棄却した。原告は控訴せず、決定は確定した。請求自体は棄却されたものの、盛岡地裁は指名手配のポスター等でCが「犯人」とする表記そのものについて「無罪推定に反する」と認定した。
Cは事件後消息を絶ち、2025年現在も公開指名手配されている。

## 指名手配されたCの情報
警察庁は報奨金300万円の捜査特別報奨金制度を告知している。
- 生年月日：1979年11月16日
- 身長：170cm位
- 体格：中肉

## 冤罪疑惑
ジャーナリストの黒木昭雄は、Cを「B-1の殺人犯」と断定した岩手県警察に疑念を抱き、この事件について独自の調査をしていた。その後、2010年11月、黒木は練炭自殺により死亡している(家族に「俺が死んだら警察に殺されたと思え」と言い残しているなど、不自然な点が残っている)。
男性Aによる、Cへの脅迫事件
- 2006年10月頃に、Cは、東北地方沿岸部に住む男性A（当時30歳代）の紹介で、関東地方にある就職先を斡旋してもらったが、Cは数日で仕事場から逃亡した。
- 2007年5月1日夕方、Cは、Aから「就職先を紹介したメンツを潰された」という理由で、迷惑料を要求された。AはCに日本刀を咥えさせ、「迷惑料が払えないなら、指を置いていけ」と指詰めを示唆する言動で脅し、Cを債務者、Aを債権者とする120万円の借用書を書かせた。この際、Cと交際中であった女性B-2（1年3ヶ月後に発生する殺人事件の被害女性B-1と同姓同名で、高校時代の同級生）を保証人とした120万円の支払いを約束させられ、Bの名前と携帯番号をその場で書かされた。
- しかし、Cは120万を払わずにAから逃亡した。Aは、携帯サイトにCの実名と身体特徴と顔写真を添付するとともに、「金を払わず逃げ回っているとんでもないやつ」という旨の書き込みを同サイトに書き込んだ（携帯サイトは、殺人事件から間もない2008年7月15日付けで閉鎖された）。
- 2008年6月3日、Cは、Aを被疑者とする恐喝事件の被害届を提出した。殺人事件が起こる2日前の6月28日昼過ぎ以降、Cは被害届の取り下げようとした（被害届自体は、最終的に取り下げとなっていない）。2日後、殺害当日の6月30日午後10時30分頃、Aは、携帯番号を知っていた「Cと交際中のB-2」を呼び出した。翌日の7月1日に、B-1が他殺体で発見された。
- Aは、恐喝事件について「自分は日本刀を所持しておらず、指詰めも迫っていない」と否定した。また、「借用書に書かせた金額は120万円ではなく10万円であり、ネットへの書き込みは自分が思うことを書き込んだだけ」と主張した。

Cの親族による、Cの指名手配に対する訴訟
- Cの親族は「殺人犯と断定されて公開手配されたことに納得ができない」として、人権救済の申し立てを起こした。

Cの主張とケガ
- Cは「小指と薬指にケガをした」として、殺害事件2日前の6月29日夜7時頃に病院を診察のため訪れており、病院では「右手の握力が無く右手全体が動かない状態」だと診断されていた。

そのためCは「診断の2日後となる殺害当日に、被害者の首を絞め、一人で遺体を投げ捨てることは不可能」と主張した。